# Babócsa
Babócsa è un comune dell'Ungheria di 1.853 abitanti situata nella contea di Somogy, nell'Ungheria centro-occidentale.